# 达夫雷
达夫雷（法語：Davrey，法語發音：[davʁɛ]）是法国奥布省的一个市镇，属于特鲁瓦区。

## 地理
达夫雷（48°3'4"N, 3°57'2"E）面积9.66 平方千米，位于法国大東部大區奥布省，该省份为法国中北部省份，北起马恩省，西接塞纳-马恩省，西南至约讷省，东南至科多尔省，东临上马恩省。
与达夫雷接壤的市镇（或旧市镇、城区）包括：欧松、阿夫勒伊、谢西莱普雷、埃尔维勒沙泰勒、蒙蒂尼莱蒙、旺莱。

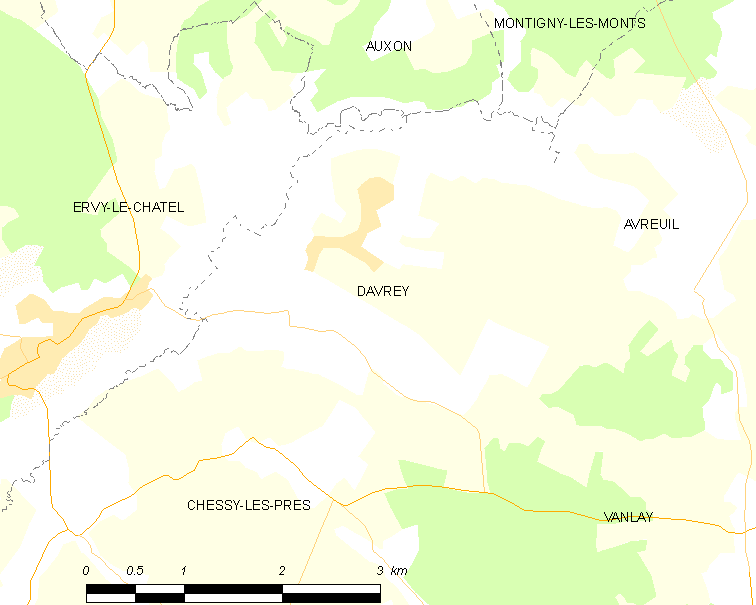
达夫雷的OSM定位图

达夫雷的时区为UTC+01:00、UTC+02:00（夏令时）。

## 行政
达夫雷的邮政编码为10130，INSEE市镇编码为10122。

## 政治
达夫雷所属的省级选区为艾克斯-维勒莫尔-帕利斯县。

## 人口

1962-2008年间达夫雷人口变化图示

达夫雷于2022年1月1日时的人口数量为225人。